# Zeus
En la mitologia grega, Zeus (en grec antic: Ζεύς) és el déu suprem de l'Olimp. Fill de Cronos (Jupiter en la mitologia romana) i Rea. Té el seu equivalent en la mitologia romana en el déu Júpiter i en l'hindú Indra, i els grecs van identificar el déu egipci Amon amb Zeus. Va lluitar contra el seu pare amb el suport de la resta dels seus germans, i també d'altres déus, i en derrotar-lo va ocupar el seu tron a l'Olimp.
Els seus atributs són el llamp, l'àguila i el ceptre. Se'l sol representar o bé dempeus amb el llamp a la mà dreta alçada, o bé assegut en posat majestàtic.
Va casar-se amb Hera però tingué diferents embolics i fills amb altres dones, ja fossin divines o mortals, i també va mantenir relacions amb algun noiet com Ganimedes. Una de les seves dones era Mnemòsine, deessa de la memòria. Amb ella va tenir nou filles, les muses: Euterpe, Terpsícore, Polímnia, Melpòmene, Talia, Cal·líope, Urània, Clio i Èrato. Alguna de les seves conquestes femenines són Alcmena, una mortal anomenada Leda a la qual Zeus va posseir convertit en cigne, o Europa. Per tal d'aconseguir els seus desitjos era capaç de transformar-se en qualsevol animal. A més, posseïa el domini sobre les tempestes, els llamps i els trons.

## Mites referents a Zeus

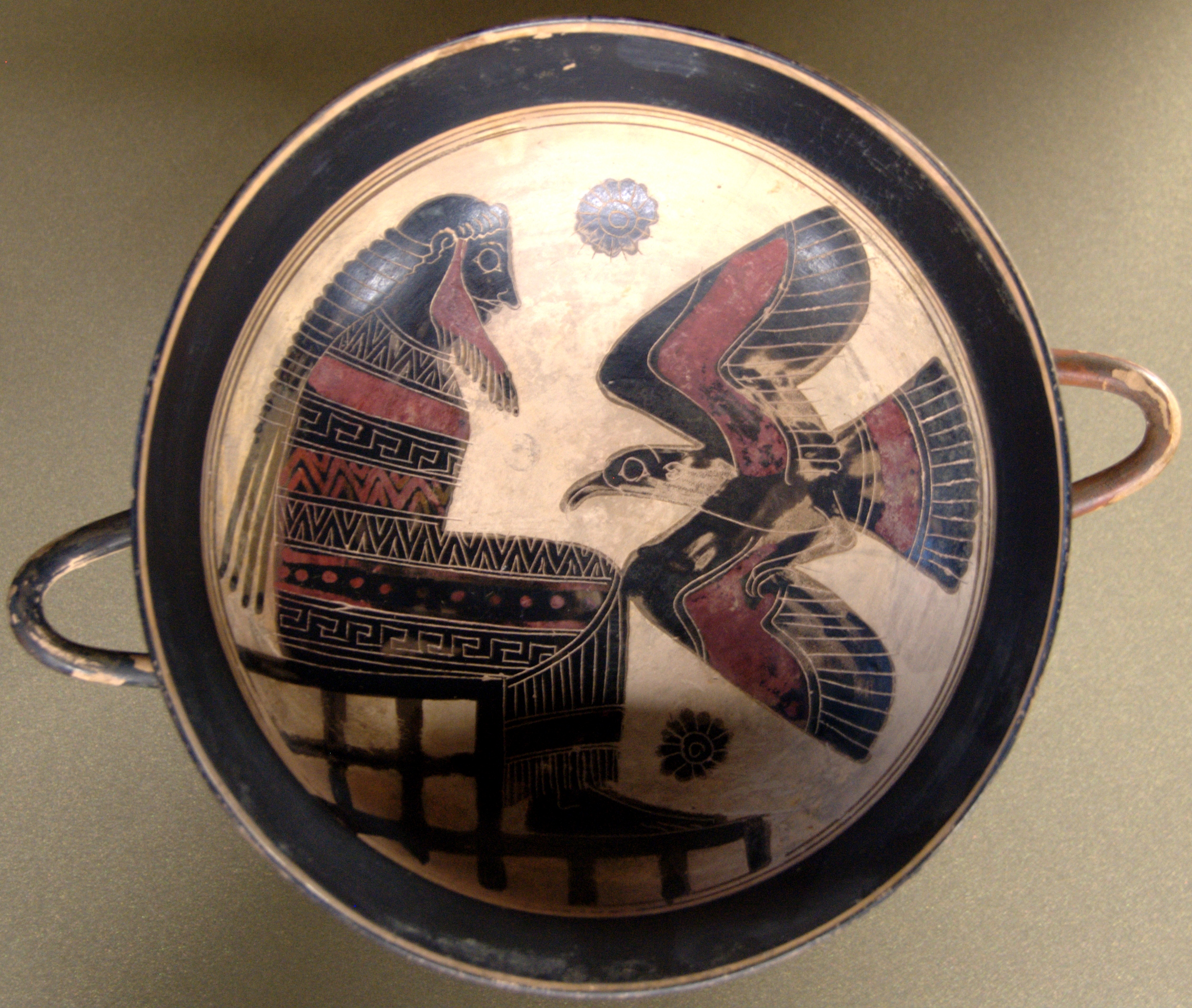
Una de les més antigues representacions de Zeus, amb les àguiles, pintura atribuïda a Naucratis (560 aC), actualment al museu del Louvre.

### Zeus i Dànae
Acrisi, rei d'Argos, desitjava un fill, però només havia tingut una filla que era molt bonica, anomenada Dànae. Per tal d'impedir que es casés amb cap home, ja que un oracle li havia dit que si ella tenia un fill, ell, el seu net, el mataria, Acrisi va tancar-la en una torre de pedra on no deixava entrar ningú. Però Zeus es va enamorar d'ella en veure-la des de l'Olimp, i aprofitant que un dia la noia observava el paisatge entre els merlets de la torre, Zeus es va convertir en pluja daurada per arribar fins Dànae sense que ningú el veiés. Fruit d'aquesta unió va néixer Perseu. En adonar-se que Dànae estava embarassada, Acrisi va manar que fessin un taüt per llançar-la al mar juntament amb el seu fill. Zeus va conduir la barca fins a una illa on Perseu fou educat per Dànae i un pescador.

### El rapte d'Europa
Zeus es va enamorar d'Europa, la filla d'Agenor i de Telefassa. Quan ella estava jugant amb les seves amigues en la platja de Sidon, Zeus la va veure des del cel i es va enamorar. Per apropar-se a ella es va transformar en un toro i es va acostar als seus peus. Quan Europa va superar la sorpresa, va començar a jugar amb el toro, quan la jove es va muntar en l'animal, el toro es va aixecar i és llançar al mar, es va anar allunyant més de la costa fins a arribar a l'illa de Creta, justament allí, en la font de Gortina davall de les ombres dels plàtans, la parella es va unir. D'aquesta unió van néixer tres fills: Minos, rei de Creta, el valent Sarpèdon i el just Radamantis. Després d'un temps Zeus va abandonar a Europa i ella se'n va casar amb el rei Asteri, que va adoptar els tres fills d'ella com si fossin seus. El toro en el qual Zeus es va transformar, va pujar al cel convertint-se en la constel·lació del toro, el conegut signe del zodíac.

## Culte
El principal centre on els grecs convergien per a rendir honor al seu déu era Olímpia. El festival quadriennal que s'hi celebrava incloïa els famosos Jocs Olímpics. Hi havia també un altar dedicat a Zeus construït no de pedra, sinó de cendres, procedent de les restes acumulades durant molts segles d'animals sacrificats allà.
A més dels principals santuaris situats entre polis, no hi havia formes de culte a Zeus que compartís tot el Món Grec. Determinats rituals se celebren de la mateixa forma també: sacrificar a un animal blanc sobre un altar elevat, per exemple.
Per una altra banda, algunes ciutats tenien cultes a Zeus que funcionaven de formes marcadament diferents.

### Història
La forma escrita més antiga identificada amb la paraula Zeus és la forma micènica de l'escriptura Lineal B, compost per les síl·labes di-we i també di-wo.
Plató, en la seva obra Cràtil oferia una explicació sobre l'origen de la paraula basada en etimologia popular, avui dia no acceptada pels lingüistes. Segons ell procedia de la unió dels termes grecs zen («vida») i dia («causant de»).
Zeus, poèticament anomenat amb el vocatiu Zeu pater (Zeus pare), és una continuació de Di̯ēus, el déu protoindoeuropeu del cel diürn, també anomenat Di̯eus ph²tēr (Pare Cel), derivat de l'arrel indoeuropea dyeu- («brillar resplendir»). A la mitologia romana hi havia un déu amb atributs semblants anomenat Dis Pater, que va passar a dir-se en llatí Iuppiter (Júpiter) després de fusió entre la mitologia romana i la grega. En la mitologia germànica i nòrdica coincideix amb alguns atributs dels déus Týr i Tīwaz respectivament. Pels grecs i els romans és el déu del cel diürn i el déu suprem, mentre que aquesta funció era ocupada per Odín entre les tribus germàniques, per això no identificaven Zeus/Júpiter amb Týr ni amb Odín, sinó amb Thor. Zeus és l'única deïtat del panteó olímpic el nom del qual té una etimologia indoeuropea tan transparent.

### Funcions i epítets

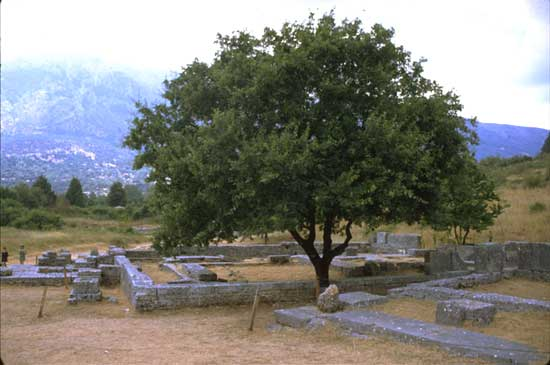
Ruines del temple de Zeus Dodonaios a Dodona.

Zeus ocupa un paper dominant, presidint el panteó olímpic de la Grècia Antiga. Engendrà molts dels herois i heroïnes i participava en moltes de llurs històries. Tot i que el "recol·lector de núvols" (Νεφεληγερέτα, Nephelēgereta) homèric era el déu del cel i del tro com els seus equivalents d'Orient Pròxim, era també l'artífex cultural suprem. En alguns sentits, era pels grecs l'encarnació de les seves creences religioses i la deïtat arquetípica.
A més dels epítets locals que simplement designaven el Zeus adorat en algun lloc en particular, els epítets o títols a ell aplicats emfatitzaven diferents aspectes de la seva amplíssima autoritat:
- Pare: Fins i tot els déus que no havien estat engendrats per ell s'adreçaven amb aquesta paraula.[15]
- Olimpi: emfatitzava el regnat de Zeus sobre els déus i sobre el festival panhel·lènic a Olímpia.[16]
- Un títol relacionat era Panhel·leni (de tots els hel·lens), a qui estava dedicat el famós temple d'Èac a Egina.[17]
- Xenios: Zeus era el patró de l'hospitalitat i els invitats, prest a venjar qualsevol injustícia comesa contra un estrany (xenós).
- Horkios: era el vigilant dels juraments. Als mentiders que eren descoberts se'ls feia dedicar una estàtua a Zeus, amb freqüència al santuari d'Olímpia.[18]
- Agoraios: Zeus vigilava els negocis a l'àgora, i castigava els comerciants deshonests.[19]
- Egidoco (Αἰγιδοὓχος) o Egioco (Αἰγίοχος): era el portador de l'ègida amb la qual infonia terror a l'impiu i als seus enemics.[20]
- Meliquios (amable, melós) subsumí un arcaic daimon ctònic apaivagat a Atenes.
- Areu: segons Plutarc era costum que els reis oferissin a Passaró, Molòssida, un sacrifici a Zeus Areu.[21]

### Cultes locals
A més dels títols i conceptes panhel·lènics enumerats anteriorment, els cultes locals mantingueren les seves pròpies creences idiosincràtiques sobre el rei dels déus i els homes. A continuació s'enumeren algunes d'elles:
- Amb l'epítet d'Etneu era adorat a l'Etna, on hi havia una estàtua seva i s'hi celebrava en honor seu una festa local anomenada Etnea.
- Com Enei o Enosi era adorat a l'illa de Cefal·lènia, on tenia un temple al mont Enos.
- Com Agamèmnon era adorat a Esparta. Eustaci creu que el déu derivà aquest nom del semblant entre ell i Agamèmnon, mentre que altres creuen que és un simple epítet que significa 'l'etern', de ἀγὰν i μένων.

#### Zeus a Creta

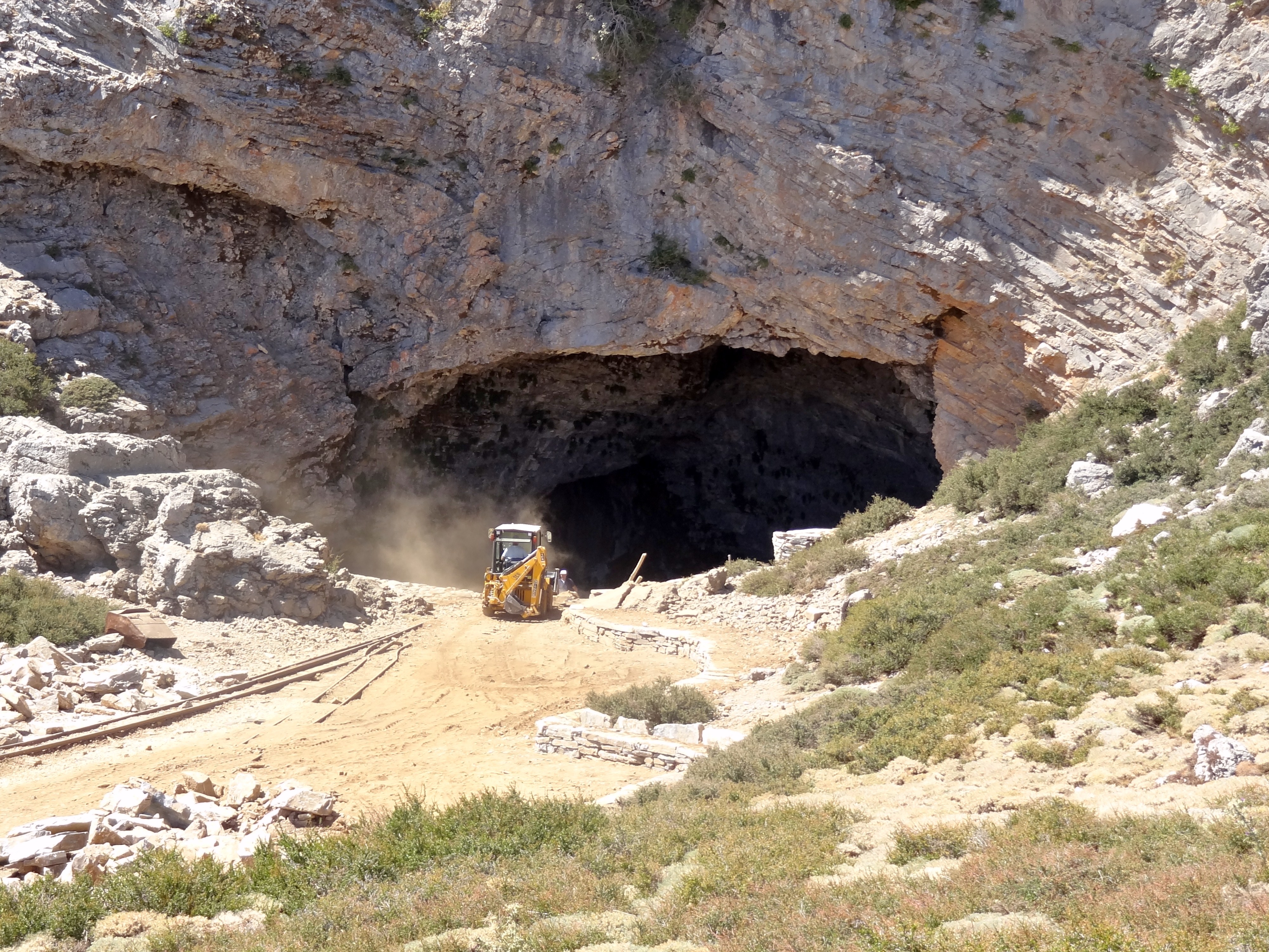
Cova de Zeus al mont Ida (Creta).

A Creta, s'adorava Zeus en una sèrie de coves a Cnossos, Ida i Paleocastro. Les històries de Minos i Epimènides suggereixen que aquestes coves foren algun cop utilitzades per a l'endevinació incubadora per reis i sacerdots. L'escenari dramàtic de les Lleis de Plató està en la ruta de pelegrinatge a un d'aquests llocs, emfatitzant el coneixement arcaic de Creta. Allà Zeus era representat en l'art com un jove de llargs cabells en lloc d'un adult madur, i en els himnes s'apel·lava a ell com Ho megas kouros (el gran jove). Juntament amb els curets, un grup d'estàtics ballarins armats, Zeus presidia el rigorós entrenament militar i atlètic i els ritus secrets de la paideia cretenca.
L'escriptor hel·lè Evèmer aparentment proposà la teoria que Zeus havia estat en realitat un gran rei de Creta i que la seva glòria l'hauria lentament transformat després de la seva mort en una deïtat. Les obres d'Evèmer no s'han conservat, però els escriptors patrístics cristians van assumir el suggeriment amb entusiasme.

#### Zeus Liceu a Arcàdia
L'epítet ve del grec Λύκαιος (Lýkaios, 'dels llops') i és assumit per Zeus només en relació amb les festes arcaiques que es feien a les faldes del mont Liqueos, el cim més alt d'Arcàdia. Zeus tenia només una relació formal amb els rituals i mites d'aquest primitiu ritu de pas, amb una antiga amenaça de canibalisme i la possibilitat d'una transformació en home-llop dels efebs que hi participaven. Prop de l'antic munt de cendres on els sacrificis se celebraven hi havia un recinte prohibit on, suposadament, cap ombra era mai projectada. Segons Plató, un cert clan s'hi reuniria a la muntanya per a realitzar-hi un sacrifici cada nou anys a Zeus Liqueos, i hi barrejarien un únic tros d'entranyes humanes amb les de l'animal. Es deia que qui menjava la carn humana es transformava en un llop, i només podia recuperar la seva forma original si no tornava a menjar carn humana fins que hagués finalitzat el següent cicle de nou anys. Va haver-hi jocs relacionats amb les Licees, retirats en el segle IV aC a la primera urbanització d'Arcàdia, Megalòpolis, on un temple principal fou dedicat a Zeus Likeos.

### Zeus subterrani
Tot i l'etimologia, que indica que Zeus era originalment un déu del cel, moltes ciutats gregues honraven un Zeus local que vivia sota terra. Els atenesos i sicilians adoraven Zeus Meliquios, mentre que altres ciutats tenien a Zeus Ctoni (terrós), Catactoni (sota terra) i Plousios (donador de riqueses). Aquestes deïtats podien ser representades com serps o amb forma humana en l'art, o d'ambdues maneres plegades per major èmfasis. També rebien ofrenes de víctimes animals negres en pous enfonsats, com es feia amb deïtats ctòniques com Persèfone i Demèter, i també amb els herois en llurs tombes. Els déus olímpics, per contra, rebien normalment sacrificis de víctimes blanques sobre altars elevats.
En alguns casos, les ciutats no estaven completament segures de si el daimon per qui realitzaven el sacrifici era un heroi o un Zeus subterrani. D'aquí que l'altar a Lebadea a Beòcia pogués correspondre a l'heroi Trofoni o a Zeus Trefoni (el criador), segons es consulti Pausànies o Estrabó. L'heroi Amfiarau era adorat com Zeus Amphiaraus a Oropos, als afores de Tebes, i els espartans tenien fins i tot un altar a Zeus Agammèmnon.

### Oracles de Zeus
Malgrat que la majoria dels oracles solien estar dedicats a Apol·lo, els herois o diverses deesses com Temis, alguns llocs oraculars foren dedicats a Zeus.

#### L'oracle de Dòdona
El culte a Zeus en l'oracle de Dòdona a Epir, on hi ha evidències d'activitat religiosa a partir del II mil·lenni aC, girava entorn d'un roure sagrat. Quan L'Odissea fou composta (sobre el 750 aC), les profecies eren realitzades per sacerdots descalços anomenats selloi, que jeien en el sòl i observaven el xiuxiueig de les fulles i les branques. En l'època en què Heròdot va escriure sobre Dòdona, les sacerdotesses anomenades pelèiades (coloms) havien reemplaçat aquests sacerdots.
A Dòdona la consort de Zeus no era Hera sinó la deessa Dione, el nom de la qual és la forma femenina de "Zeus". La seva posició com titànide suggereix segons alguns que pot haver estat una deïtat prehel·lènica més poderosa, i potser l'ocupant original de l'oracle.

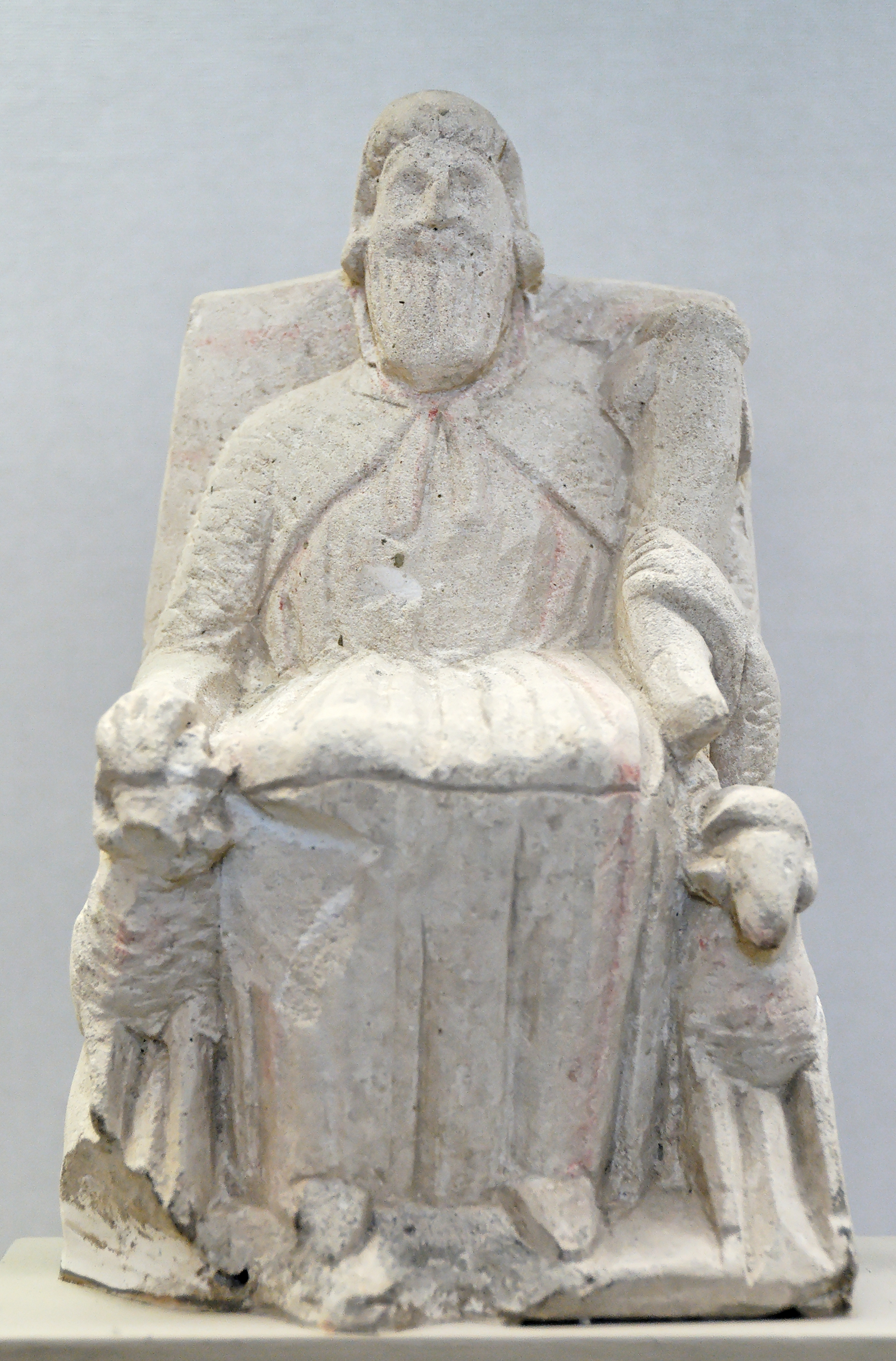
Zeus-Amon estàtua del segle III aC, actualment al Museu del Louvre.

#### L'oracle de Siwa
L'oracle d'Amon en l'oasi de Siwa en el desert occidental d'Egipte no quedava dins dels límits del món grec abans d'Alexandre Magne, però així i tot tenia gran influència en els grecs durant l'era arcaica: Heròdot menciona consultes a Zeus Amon en la seva narració de les guerres mèdiques. Zeus Amon era especialment honrat a Esparta, on existia un temple dedicat a ell en l'època de la Guerra del Peloponès.
Després que Alexandre fes una incursió en el desert per a consultar l'oracle de Siwa, sorgí el personatge de la sibil·la líbia.

## Zeus en la mitologia

### Naixement
Cronos va ser pare de diversos fills amb Rea: Hèstia, Demèter, Hera, Hades i Posidó, però se'ls va empassar així que van néixer, ja que Gea i Urà li havien revelat que seria destronat pel seu propi fill, tal com ell havia destronat el seu pare. Però quan Zeus estava a punt de néixer, Rea va demanar consell a Gea per ordir un pla que el salvés, i així Cronos tingués el just càstig als actes contra Urà i contra els seus propis fills. Rea es va amagar a l'illa de Creta, protegida pel rei de l'illa Cres, on va donar a llum a Zeus, segons unes versions al mont Ida i segons unes altres al mont Dicte. Després va enganyar Cronos, donant-li una pedra envoltada en bolquers que aquest es va empassar sense desconfiar-ne.

### Infantesa
Rea va amagar Zeus en una cova del Mont Ida a Creta.
Segons diverses versions d'aquesta història, Zeus va ser criat:
1. Per Gea.
2. Per una cabra anomenada Amaltea, mentre que una companyia de Curetes o Coribants (soldats o déus menors) ballaven, cridaven i donaven cops per fer soroll perquè Cronos no sentís els plors del nen.[30]
3. Per una nimfa anomenada Adamantea.[a] Com que Cronos governava la terra, els cels i el mar, ella el va amagar penjant-lo amb una corda d'un arbre, i així quedava suspès entre la terra, el mar i el cel, essent doncs invisible al seu pare.[32]
4. Per una nimfa anomenada Cinosura. En agraïment, Zeus la va fer pujar entre els estels després de la seva mort.[33]
5. Per Melissa, qui el va alimentar amb llet de cabra i mel.[34]
6. Per una família de pastors sota la promesa que les seves ovelles estarien protegides dels llops.

### Zeus es converteix en rei dels déus
Després de fer-se adult, Zeus obligà Cronos a regurgitar primer la pedra (que deixà a Pitó sota les canyades del Parnàs com a senyal als homes mortals, l'Òmfalos) i després els seus germans i germanes en ordre invers els que s'havia empassat. En algunes versions, Metis donà a Cronos un emètic per obligar-lo a vomitar els infants, i en altres (Zeus) li obrí l'estómac. Llavors Zeus deslliurà els germans de Cronos, els hecatonquirs i els ciclops, de la seva masmorra al Tàrtar, i en matà la seva guardiana, Campe. En agraïment, els Ciclops li donaren el tro i el llamp, que havien estat prèviament amagats per Gea. En una guerra anomenada la Titanomàquia, Zeus i els seus germans i germanes juntament amb els Hecatonquirs i Cíclops derrocaren Cronos i els altres Titans, que foren empresonats al Tàrtar, un lloc humit, lúgubre, fred i boirós en el lloc més profund de la Terra i allà quedaren vigilats pels Hecatonquirs. Atles, un dels titans que lluità contra Zeus, fou castigat a sostenir el cel.
Després de la batalla amb els Titans, Zeus es repartí el món amb els seus germans més petits, Posidó i Hades, fent-ho a l'atzar: Zeus aconseguí el cel i l'aire, Posidó les aigües i Hades el món dels morts (l'inframón). L'antiga terra, Gea, no podia ser reclamada i quedà sota el domini dels tres, segons les seves capacitats, el que explica per què Posidó era el déu dels terratrèmols i Hades reclamava els humans que morien.
Gea estava ressentida per com Zeus havia tractat els Titans, perquè eren els seus fills. Poc després de pujar al tron com a rei dels déus, Zeus va haver de lluitar amb uns altres fills de Gea, els monstres Tifó i Equidna. Zeus va vèncer Tifó atrapant-lo sota una muntanya, però deixà Equidna i els seus fills amb vida com a repte per a futurs herois.

### Zeus i Hera
Zeus era germà i marit d'Hera, amb qui va tenir Hefest, Hebe i Ares, tot i que algunes fonts diuen que Hera va tenir aquests fills ella sola. Alguns autors també fan Ilitia filla seva. Zeus és famós per haver conquerit moltes dones mortals -entre les quals destaquen Sèmele, Alcmena, Ió, Europa i Leda- i nimfes, de les que van néixer els fundadors de moltes dinasties hel·lèniques. La mitografia olímpica recull àdhuc unions amb les deesses Leto, Demèter, Dione i Maia.
Molts mites mostren una Hera molt gelosa d'aquestes conquestes, i enemiga sistemàtica de totes les amants de Zeus i dels fills que tenien amb ell. Durant un temps, una nimfa anomenada Eco va tenir el treball de distraure Hera d'aquestes aventures parlant-li incessantment. Quan Hera va descobrir l'engany, va maleir Eco a pronunciar només les paraules dels altres.

### Raptes

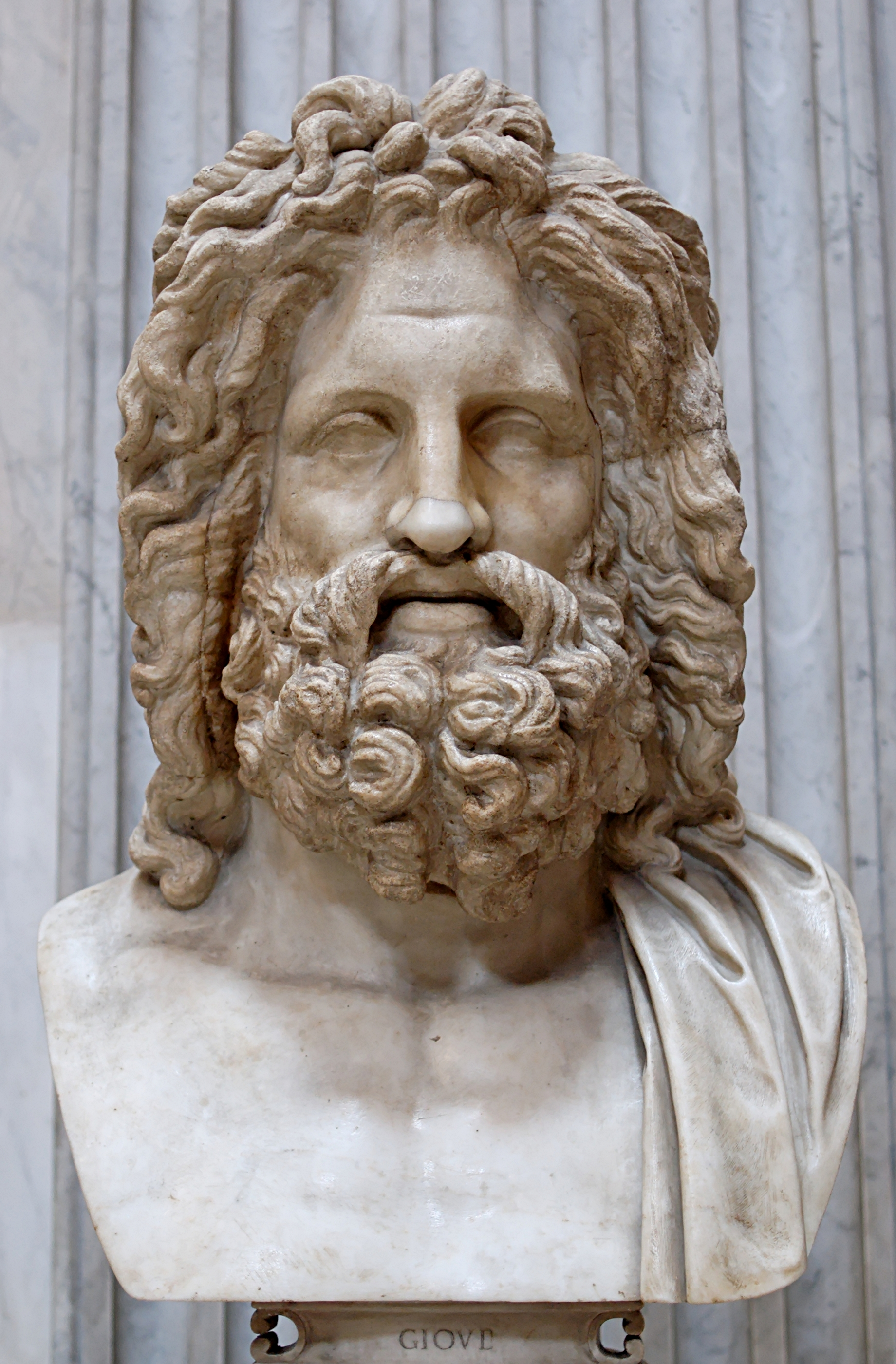
Bust de Zeus trobat a Ocriculum (Museus Vaticans).

Els anomenats "raptes" (en realitat, violacions) de Zeus no eren aventures amoroses sinó successos mítics que pertanyien als cultes locals a nimfes de l'aigua o dels boscos, que van ser suplantats per l'ordre patrilineal olímpic imperant, provocant una revolució cultural, social i religiosa, o almenys una reforma radical de les creences antigues i una lectura reinterpretada de les pràctiques religioses establertes.
Resulta notable que cap d'aquests raptes involucrés les deesses olímpiques. Zeus solia engendrar amb una nimfa el progenitor epònim d'una estirp de reis que sobreviuria fins a èpoques heroiques o històriques arcaiques. En molts casos Hera, la "gelosa" deessa que representava les tradicions religioses conservadores, es venjava atroçment de la deslleial "desertora", que sucumbia al nou ordre. Quan la raptada era humana, la seva mare era sempre una nimfa o semideessa.

### Descendència
| Deïtats | Deïtats | Mortals, nimfes o altres | Mortals, nimfes o altres | Mare desconeguda      | Amants masculins |
| --- | --- | --- | --- | --------------------- | ---------------- |
| - Aix - Egipà - Demèter - Persèfone - Zagreu - Iacus - Dione o Thalassa - Afrodita - Eris - Limos - Gea - Manes - Orió† - Hera - Ares - Hebe - Hefest - Ilitia - Leto - Apol·lo - Àrtemis - Maia - Hermes - Metis - Atena | - Mnemòsine - Muses (les tres originals): Aedea, Meletea i Mnemea - Muses (les nou definitives): Cal·líope, Clio, Èrato, Euterpe, Melpòmene, Polímnia, Talia, Terpsícore i Urània - Selene - Ersa - Lleó de Nemea - Pàndia - Temis - Hores (primera generació): Auxo, Carpo i Tal·lo - Hores (segona generació): Dice (Astrea per als romans), Irene i Eunòmia - Hores (tercera generació): Epòria, Ferusa i Ortòsia - Moires:†† Àtropos, Cloto i Làquesis | - Alcmena - Hèracles - Antíope - Amfíon - Zetos - Cal·listo - Arcas - Carme - Britomarte - Dànae - Perseu - Egina - Èac - Elara - Tici - Electra - Dàrdanos - Harmonia - Jasió - Europa - Minos - Radamantis - Sarpèdon - Eurínome - Càrites: Aglaia, Eufròsine i Talia - Himalia (nimfa) - Citos - Croni - Esparteu | - Io - Ceròesa - Èpaf - Làmia - Sibil·la de Líbia - Laodàmia - Sarpèdon - Leda - Dioscurs - Helena - Mera - Locros - Níobe - Argos - Pelasg - Olímpia de l'Epir - Alexandre el Gran - Otreis - Meliteu - Pluto - Tàntal - Pirra - Hel·len - Sèmele - Dionís - Taígete - Lacedèmon - Talia - Palics - Iodama - Tebe | - Ate - Litaí - Tique | - Ganimedes      |
| † Orió es descriu com «nascut de la terra» i va ser gestat sota terra, que és domini de Gea, si bé ella no va tenir cap implicació directa en el seu naixement o creixement. D'altres versions el fan fill de Posidó i Euríale. †† Les diverses fonts gregues afirmen que eren filles de Zeus i de la titànide Temis o d'éssers primordials com Nix, Caos o Ananke. | | | |                       |                  |

### Miscel·lània
- Tenia un do per la justícia els millors exemples del qual potser són quan va ajudar Atreu i l'execució de Capaneu per la seva arrogància. Era també el protector dels estrangers i viatgers.
- Va convertir Pandàreu en pedra per robar el gos daurat que va tenir cura d'ell a la sagrada cova díctia de Creta.
- Va matar Salmoneu amb un llamp per intentar imitar-lo quan va pujar en un carro de bronze i va imitar el soroll dels trons.
- Va transformar Perifant en una àguila després de morir com a recompensa per haver estat just i recte.
- Per rebutjar assistir a la seva boda amb Hera, va transformar la nimfa Quelona en una tortuga.
- Amb Hera va convertir els reis de Tràcia Hem i Ròdope en muntanyes (els Balcans o Stara Planina i les muntanyes Ròdope respectivament) per llur vanitat.
- Va condemnar Tàntal a una tortura eterna al Tàrtar per intentar enganyar els déus perquè mengessin la carn del seu fill esquarterat.
- Va condemnar Ixíon a estar lligat en una roda ardent per a tota l'eternitat per intentar violar Hera.
- Va enfonsar els Telquins al mar.
- Va cegar el vident Fineu i envià les Harpies a perseguir-lo com a càstig per revelar els secrets dels déus.
- Va recompensar Tirèsias amb una vida tres vegades més llarga que una vida normal quan va donar-li la raó quan discutia amb Hera sobre quin sexe obtenia més plaer en fer l'amor.
- Va castigar Hera penjant-la del cel pels dits dels peus per intentar ofegar Hèracles amb una tempesta.
- De nen va tenir un amic anomenat Celmis. Molts anys després, Rea va sentir-se ofesa per les bromes de Celmis i va demanar a Zeus que el convertís en un tros d'acer o diamant. Zeus així ho feu.
- Va prendre la decisió de casar Afrodita amb Hefest per evitar disputes per ella entre els molts déus que desitjaven la bellesa de la deessa.
- Dels molts fills que tingué, Hèracles és sovint descrit com el seu preferit. Quan una tribu de Gegants ctònics amenaçaren l'Olimp i l'oracle de Delfos decretà que només els esforços conjunts d'un mortal i un déu els detindrien, Zeus va triar Hèracles per lluitar al costat seu, tot derrotant els monstres.
- Després de morir Mèmnon, va tenir pietat de les llàgrimes de la seva mare, Eos, i va concedir-li la immortalitat.
- Atena és considerada la seva filla preferida.
- El seu ocell sagrat era l'àguila daurada, que mantenia al costat seu a tota hora. Com ell, l'àguila era un símbol de força, coratge i justícia.
- El seu arbre preferit era el roure, símbol de força. També li eren consagrades les oliveres.
- Zelos, Nice, Cratos i Bia formaven el seu seguici.
- Als antics jocs olímpics era el principal déu a venerar.
- Zeus va condemnar Prometeu que una àguila gegant li mengés el fetge cada dia per donar la flama de l'Olimp als homes.
- Va convertir Atalanta en una lleona.
- En algunes versions, va llançar Hefest des de dalt del mont Olimp després de descobrir que era fill únic de la seva dona Hera.

## Zeus en l'art
L'escultor grec Fídies va esculpir sobre el 435 aC una estàtua de Zeus de 14 m d'alçada. L'estàtua s'erigí a Olímpia i era potser la més famosa de l'Antiga Grècia, tradicionalment considerada una de les set meravelles del món antic. Fídies feu la túnica i ornaments d'or i tallà el cos en vori.